# Elección de gobernador regional de Santiago de 2021
La elección de gobernador regional de la Región Metropolitana de Santiago de 2021 se realizó el 15 y 16 de mayo de 2021, así como en todo Chile, para elegir al responsable de la administración a nivel regional. La Región Metropolitana, capital política y económica del país, elige a su gobernador, cargo que a partir de esta elección reemplaza a la anterior figura de Intendentes, no electos y con menores poderes.

## Sistema electoral
El gobernador regional es elegido por sufragio universal, en un sistema de segunda vuelta. El margen para resultar electo en la primera ronda de votación es un 40 % de los votos válidamente emitidos. Si ninguna candidatura logra cruzar el margen, hay una segunda vuelta entre las dos más votadas.
Dura cuatro años en el ejercicio de sus funciones y puede ser reelegido como máximo en una ocasión.

## Encuestas

### Primera vuelta
| Encuesta | Fecha          | Observ.           | Quilodrán UPA | Joignant PEV | Maltés PH | Oliva FA | Martínez FREVS | Orrego UC | Parot ChV | Edwards PRCh | B/N   |
| -------- | -------------- | ----------------- | ------------- | ------------ | --------- | -------- | -------------- | --------- | --------- | ------------ | ----- |
| Encuesta | Fecha          | Observ.           |               |              |           |          |                |           |           |              | B/N   |
| UDD      | 20-21 abr 2021 | Votante probable  | 1,8%          | 6,4%         | 16,5%     | 14,2%    | 2,0%           | 30,5%     | 20,2%     | 8,4%         |       |
| UDD      | 20-21 abr 2021 | Intención de voto | 0,9%          | 3,6%         | 8,2%      | 6,0%     | 1,2%           | 15,2%     | 9,8%      | 4,0%         | 51,1% |

### Segunda vuelta
| Encuesta | Fecha          | Observ.          | Oliva FA | Orrego UC | B/N   |
| -------- | -------------- | ---------------- | -------- | --------- | ----- |
| Encuesta | Fecha          | Observ.          |          |           | B/N   |
| Activa   | 25-28 may 2021 | Votante probable | 49,5%    | 29,3%     | 21,2% |
| Activa   | 25-28 may 2021 |                  | 32,5%    | 21,7%     | 45,8% |

## Resultados

### Primera vuelta
Con el 99,89 % de los votos escrutados.
|  | 25,51 % |

|  | 23,37 % |

|  | 15,19 % |

|  | 14,92 % |

|  | 10,67 % |

|  | 6,68 % |

|  | 2,12 % |

|  | 1,55 % |

|  | 96,69 % |

|  | 1,45 % |

|  | 1,87 % |

|  | 100 % |

|  | 45,31 % |

#### Resultados en primera vuelta por comuna
| Comuna                              | Edwards | Edwards | Oliva  | Oliva | Parot  | Parot | Joignant | Joignant | Maltés | Maltés | Orrego | Orrego | Quilodrán | Quilodrán | Martínez | Martínez |
| Comuna                              | Votos   | %       | Votos  | %     | Votos  | %     | Votos    | %        | Votos  | %      | Votos  | %      | Votos     | %         | Votos    | %        |
| ----------------------------------- | ------- | ------- | ------ | ----- | ------ | ----- | -------- | -------- | ------ | ------ | ------ | ------ | --------- | --------- | -------- | -------- |
| Alhué                               | 80      | 2.59    | 380    | 12.31 | 246    | 7.97  | 305      | 9.88     | 220    | 7.13   | 1784   | 57.79  | 27        | 0.87      | 45       | 1.46     |
| Buin                                | 2 411   | 7.28    | 5 448  | 16.45 | 5 091  | 15.37 | 7 190    | 21.71    | 3 181  | 9.60   | 8 447  | 25.50  | 416       | 1.26      | 937      | 2.83     |
| Calera de Tango                     | 906     | 8.22    | 1 954  | 17.73 | 2 367  | 21.48 | 1 495    | 13.57    | 1 027  | 9.32   | 2 885  | 26.18  | 146       | 1.33      | 238      | 2.16     |
| Cerrillos                           | 1 378   | 4.91    | 6 369  | 22.68 | 3 184  | 11.34 | 5 387    | 19.18    | 3 906  | 13.91  | 6 568  | 23.39  | 537       | 1.91      | 752      | 2.68     |
| Cerro Navia                         | 1 432   | 3.33    | 14 395 | 33.44 | 3 248  | 7.55  | 6 944    | 16.13    | 6 764  | 15.72  | 8 275  | 19.23  | 879       | 2.04      | 1 104    | 2.56     |
| Colina                              | 4 402   | 10.91   | 4 828  | 11.96 | 10 695 | 26.50 | 5 098    | 12.63    | 3 657  | 9.06   | 10 223 | 25.33  | 565       | 1.40      | 888      | 2.20     |
| Conchalí                            | 2 025   | 4.31    | 10 867 | 23.11 | 3 889  | 8.27  | 8 434    | 17.94    | 7 675  | 16.32  | 12 074 | 25.68  | 913       | 1.94      | 1 148    | 2.44     |
| Curacaví                            | 774     | 6.15    | 2 329  | 18.52 | 2 012  | 16.00 | 1 769    | 14.06    | 1 370  | 10.89  | 3 704  | 29.45  | 198       | 1.57      | 422      | 3.36     |
| El Bosque                           | 2 428   | 4.73    | 11 469 | 22.33 | 5 111  | 9.95  | 9 659    | 18.81    | 7 004  | 13.64  | 12 891 | 25.10  | 1 184     | 2.31      | 1 610    | 3.13     |
| El Monte                            | 676     | 5.32    | 2 019  | 15.90 | 1 557  | 12.26 | 2 229    | 17.56    | 1 422  | 11.20  | 4 177  | 32.90  | 221       | 1.74      | 394      | 3.10     |
| Est. Central                        | 2 163   | 4.63    | 14 282 | 30.54 | 4 707  | 10.07 | 6 920    | 14.80    | 5 496  | 11.75  | 11 504 | 24.60  | 737       | 1.58      | 954      | 2.04     |
| Huechuraba                          | 2 131   | 5.95    | 7 743  | 21.62 | 4 806  | 13.42 | 5 160    | 14.41    | 3 973  | 11.09  | 10 705 | 29.89  | 582       | 1.63      | 709      | 1.98     |
| Independencia                       | 1 633   | 5.44    | 7 673  | 25.56 | 3 858  | 12.85 | 4 522    | 15.06    | 3 499  | 11.66  | 7 757  | 25.84  | 488       | 1.63      | 590      | 1.97     |
| Isla de Maipo                       | 727     | 5.60    | 2 260  | 17.40 | 1 827  | 14.06 | 2 069    | 15.93    | 1 231  | 9.48   | 4 351  | 33.49  | 176       | 1.35      | 351      | 2.70     |
| La Cisterna                         | 1 912   | 5.52    | 8 172  | 23.59 | 4 040  | 11.66 | 6 348    | 18.33    | 3 544  | 10.23  | 9 205  | 26.57  | 588       | 1.70      | 831      | 2.40     |
| La Florida                          | 7 719   | 5.13    | 38 516 | 25.57 | 19 421 | 12.90 | 24 979   | 16.59    | 15 427 | 10.24  | 39 239 | 26.05  | 2 330     | 1.55      | 2 974    | 1.97     |
| La Granja                           | 1 504   | 3.62    | 9 475  | 22.81 | 2 686  | 6.47  | 6 848    | 16.48    | 6 489  | 15.62  | 12 671 | 30.50  | 968       | 2.33      | 900      | 2.17     |
| La Pintana                          | 1 577   | 3.25    | 10 424 | 21.51 | 3 001  | 6.19  | 8 900    | 18.36    | 9 658  | 19.93  | 12 538 | 25.87  | 953       | 1.97      | 1 412    | 2.91     |
| La Reina                            | 5 207   | 9.97    | 10 217 | 19.56 | 12 093 | 23.15 | 4 813    | 9.22     | 2 087  | 4.00   | 16 994 | 32.54  | 382       | 0.73      | 437      | 0.84     |
| Las Condes                          | 26 898  | 18.12   | 13 883 | 9.35  | 60 685 | 40.89 | 8 420    | 5.67     | 2 771  | 1.87   | 34 476 | 23.23  | 524       | 0.35      | 761      | 0.51     |
| Lo Barnechea                        | 9 157   | 18.65   | 3 708  | 7.55  | 24 661 | 50.22 | 2 268    | 4.62     | 1 378  | 2.81   | 7 423  | 15.12  | 168       | 0.34      | 341      | 0.69     |
| Maipú                               | 7 719   | 5.13    | 38 516 | 25.57 | 19 421 | 12.90 | 24 979   | 16.59    | 15 427 | 10.24  | 39 239 | 26.05  | 2 330     | 1.55      | 2 974    | 1.97     |
| Paine                               | 1 471   | 6.86    | 3 868  | 18.05 | 3 155  | 14.72 | 3 652    | 17.04    | 2 040  | 9.52   | 6 214  | 29.00  | 325       | 1.52      | 703      | 3.28     |
| Providencia                         | 9 119   | 10.67   | 19 350 | 22.63 | 21 891 | 25.60 | 7 169    | 8.39     | 2 427  | 2.84   | 24 521 | 28.68  | 418       | 0.49      | 601      | 0.70     |
| Pudahuel                            | 2 678   | 3.80    | 18 313 | 25.98 | 5 269  | 7.48  | 14 459   | 20.52    | 11 077 | 15.72  | 15 061 | 21.37  | 1 562     | 2.22      | 2 057    | 2.92     |
| Puente Alto                         | 6 562   | 3.89    | 46 534 | 27.60 | 14 652 | 8.69  | 33 971   | 20.15    | 22 180 | 13.16  | 36 943 | 21.91  | 3 126     | 1.85      | 4 634    | 2.75     |
| Renca                               | 1 498   | 3.25    | 11 327 | 24.55 | 2 768  | 6.00  | 7 941    | 17.21    | 6 745  | 14.62  | 13 778 | 29.86  | 940       | 2.04      | 1 145    | 2.48     |
| Santiago                            |         | 6.62    |        | 31.59 |        | 13.50 |          | 13.43    |        | 8.61   |        | 23.41  |           | 1.47      |          | 1.37     |
| Talagante                           | 1 718   | 6.45    | 4 581  | 17.19 | 3 381  | 12.68 | 4 561    | 17.11    | 2 842  | 10.66  | 8 404  | 31.53  | 481       | 1.80      | 686      | 2.57     |
| Vitacura                            | 10 580  | 18.84   | 2 938  | 5.23  | 28 783 | 51.25 | 1 794    | 3.19     | 384    | 0.68   | 11 456 | 20.40  | 72        | 0.13      | 154      | 0.27     |
| Total                               |         |         |        |       |        |       |          |          |        |        |        |        |           |           |          |          |
| Fuente: Servicio Electoral de Chile |         |         |        |       |        |       |          |          |        |        |        |        |           |           |          |          |

### Segunda vuelta
|  | 52,71 % |

|  | 47,29 % |

|  | 98,94 % |

|  | 0,72 % |

|  | 0,35 % |

|  | 100 % |

|  | 25,67 % |